# Xibe

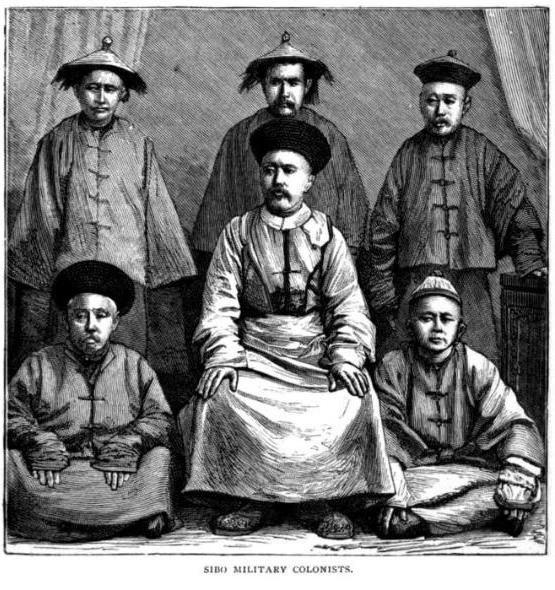
Xibemänner in traditioneller Kleidung um 1885

Die Xibe (auch Sibe, Sibo, Xibo; ᠰᡞᠪᡝ, sibe; chinesisch 锡伯族, Pinyin Xíbózú) sind eine der 55 offiziell anerkannten Minderheiten der Volksrepublik China. Nach der Volkszählung im Jahr 2010 zählen sie 190.481 Menschen. Sie leben vor allem in der Provinz Liaoning (69,5 %) und im Uigurischen Autonomen Gebiet Xinjiang (19,1 %), dort größtenteils im Autonomen Kreis Qapqal der Xibe (察布查尔锡伯自治县), in Ili. Andere Zentren sind in Heilongjiang (5,3 %) und in Jilin (2 %). Sie sprechen Xibenisch.
Die Xibe sind eng mit den Mandschuren verwandt. Während der Qing-Dynastie kamen sie unter starken Einfluss der Hôrqin-Mongolen. Ein Teil von ihnen wurde damals aus ihrer Heimat in Nordost-China nach Xinjiang umgesiedelt. Während die übrige mandschurische Bevölkerung und die im Nordosten verbliebenen Xibe sprachlich weitgehend von den Han-Chinesen assimiliert wurden und nicht mehr Mandschurisch sprechen, hat sich bei den Xibe in Xinjiang eine Tochtersprache des klassischen Mandschurischen erhalten: das Xibenische. Es ist jedoch nichts anderes als ein Dialekt des Mandschurischen. Auch die xibenische Schrift unterscheidet sich nur durch ein paar kleine Veränderungen von der mandschurischen Schrift. Diese phonetischen Anpassungen wurden in den 1940er Jahren von Xibe-Intellektuellen vorgenommen, die in Japan studiert hatten. In Qapqal erscheint eine Zeitung in Xibenisch und in Qapqal und Ürümqi werden Bücher in Xibenisch gedruckt.